# イングランド王国

イングランド王国
Kingdom of England (英語)

国の標語: Dieu et mon droit（フランス語）
神と我が権利
イングランド王国と海外領土（1700年）

イングランド王国（イングランドおうこく、英: Kingdom of England）は、927年のアングロ＝サクソン七王国の一つウェセックス王国の王アゼルスタンのイングランド全土統一から1707年のスコットランド王国との合同まで存在した国家である。ウェセックス王エグバートの825年のイングランド統一から最初のイングランド王と言われることが多いが、実際の称号はブレトワルダ（覇王）であった。
スコットランド王であったステュアート朝のジェームズ6世が1603年に王位を兼ねて以来（イングランド王ジェームズ1世）、スコットランドとは同君連合の関係にあったが、アンの時代の1707年の合同法により、スコットランド王国と合同してグレートブリテン王国となった。

## 歴史

イングランド王国（1377年）

### 初期
ウェセックス王国がイングランドの覇権を握り、アゼルスタンが927年にイングランド全土を統一して成立した。
デンマークのヴァイキングであるデーン人の侵入が活発で、1016年にエドマンド2世はデンマーク王国のクヌートと奮戦したが、エセックスのアッサンダンの戦いで決定的な敗北を喫した。戦いの後に両王は和平交渉をし、エドマンドがウェセックスを、クヌートはテムズ川の北を領有することになった。この時同時に、どちらかが死んだ時は生きている方に領土を譲るという同意により、1016年にクヌートがイングランド王に即位し、征服王朝であるデーン朝（北海帝国）が成立した。

### ノルマン朝
1042年にクヌートの息子カヌート3世が死去すると、エドマンド2世の異母弟エドワード懺悔王が即位してサクソン系の王朝が復活したが、最後のサクソン系の王ハロルド2世が1066年にヘイスティングズの戦いでノルマンディー公ギヨーム2世に敗れて戦死した。1066年のクリスマスにギヨーム2世はウィリアム1世として即位し、ノルマン朝が成立した。
ヘンリー1世は娘のマティルダを後継者に指名したが、1135年に甥のスティーヴンがロンドン市民と自らの弟ウィンチェスター司教ヘンリーにカンタベリー大司教を説得させ、彼等の推戴を受けてイングランド王に即位した。その後、マティルダとの間で長く内戦が続いた（無政府時代）。最終的に、スティーヴンの終身王位の承認と引き換えにマティルダの息子のアンジュー伯アンリを養子に迎え、王位継承者とすることで両者は和解した。

### プランタジネット朝
協定の通り、1154年にアンリがヘンリー2世としてイングランド王位を継承し、プランタジネット朝が成立した。
ヘンリー2世はフランス王国の国王ルイ7世と対立しながらノルマンディー公位やアンジュー伯領を受け継ぎ、ルイ7世の王妃であったアリエノール・ダキテーヌと結婚して彼女の相続地であるアキテーヌ公領を支配下に入れた。しかし、ジョンの時に大陸領土を喪失し、アキテーヌの中心地であるガスコーニュのみが残った。アキテーヌは元々諸侯の力が強く、彼らは強力なフランス王より弱体化したイングランド王の支配を好んだためとされる。
エドワード1世は1276年以後ウェールズ公国に侵攻し、1282年にはウェールズ大公ルウェリンを滅ぼし、ウェールズ全域を征服した。そして1301年には王太子エドワード（後のエドワード2世）を新しいウェールズ大公（プリンス・オブ・ウェールズ）に封じた。以後、この称号はイングランド王太子に与えられるようになった。このようにして、ウェールズはイングランド王国の一部となった。

### 百年戦争
エドワード3世は、1328年にカペー朝の断絶を受けてフランス王に即位したヴァロワ朝のフィリップ6世に対して自身のフランス王位継承権を主張した。フィリップ6世はスコットランド王国と呼応して、1337年にアキテーヌ領没収を宣言し、ガスコーニュに軍を進めたため、エドワード3世はフランスに宣戦布告した。これにより百年戦争が開始された。1346年、ノルマンディーから上陸したイングランド軍はエドワード黒太子の活躍もあり、クレシーの戦いでフランス軍に大勝した。また、1356年にはポワティエの戦いでもフランス軍に勝利した。1360年には両国の和議が成立し、エドワード3世はフランス王位継承権を放棄する代わりにガスコーニュ、アキテーヌ、カレー、ポワトゥー、ギーヌなどの広大な領土を獲得した。
その後、シャルル5世の巻き返し、ペストの流行による国内の疲弊もあって、カレー、ボルドー、バイヨンヌを除いたフランス領土を失い、1375年のブリュージュ（ブルッヘ）の和議によってイングランド・フランスの戦争はいったん終結した。1376年に黒太子が、1377年にエドワード3世が亡くなった後は孫のリチャード2世が即位したが、リチャード2世はアイルランド遠征から帰還途中、ウェールズとの国境でクーデターを起こした従弟のヘンリー・ボリングブルックに敗れて逮捕され、ボリングブルックがヘンリー4世としてイングランド王に即位し、ランカスター朝が成立した。
1414年、ヘンリー5世はフランス国王シャルル6世に対して、イングランドで反乱を起こしたオワイン・グリンドゥール（オウエン・グレンダワー）に援助していたことへの賠償及び、フランスの派閥のブルゴーニュ派・アルマニャック派のそれぞれに支援を与えていたことへの代償という理由で、領土割譲とフランス王位を要求した。これを拒否したフランスに対し、ヘンリー5世はブルゴーニュ派と組んで長期休戦状態にあった百年戦争を再開し、フランス遠征を行った。1415年にヘンリー5世はアジャンクールの戦いで大勝し、フランス軍主力を壊滅させた。1420年にはヘンリー5世とシャルル6世の娘キャサリン（カトリーヌ）と結婚、両国王の間でトロワ条約が結ばれ、シャルル6世の死後にヘンリー5世がその後継者になるとされた。
1422年にヘンリー5世の子ヘンリー6世がイングランド王位とフランス王位を継いだ。イングランドはブルゴーニュ派と再び提携して、1428年にはアルマニャック派の拠点であったオルレアンを包囲した（オルレアン包囲戦）。ここを落とせばフランス南部へ一気に侵攻できるはずであったが、ジャンヌ・ダルクらの反撃でオルレアンの包囲を解いて撤退せざるを得なくなった。1435年のアラスの和約でシャルル7世とブルゴーニュ派との和解成立後、シャルル7世率いるフランス軍は着実に勢力を伸ばし、1449年にはルーアンを奪われ、1450年にはフォルミニーの戦いでイングランド軍は敗れてノルマンディーを奪われた。1453年、カスティヨンの戦いの敗北で大陸におけるイングランドの拠点はカレーを残すのみとなり、百年戦争に終止符が打たれ、ヘンリー6世はフランス王位を失った。

### 薔薇戦争
百年戦争の敗北後、イングランド国内はヘンリー6世支持のランカスター派とヨーク公リチャード支持のヨーク派に分かれて対立を深め、セント・オールバーンズの戦い (1455年)で両派間に火蓋が切られ、薔薇戦争が始まった。以後30年間、内戦がイングランド国内でくり広げられる。1459年のブロア・ヒースの戦いに勝利し、王位を目前にしたヨーク公リチャードは、1460年のウェイクフィールドの戦いで戦死した。
ヨーク公リチャードの嫡男エドワードはセント・オールバーンズの戦い (1461年)で勝利し、ヘンリー6世を退位させて国王エドワード4世となり、ヨーク朝を成立させた。しかし、1470年にエドワード4世は側近のウォリック伯リチャード・ネヴィルと対立・追放され、ヘンリー6世が復位した。エドワード4世は1471年に反撃してバーネットの戦いでネヴィルを討ち取り、テュークスベリーの戦いでランカスター派に勝利して復位し、王位は息子エドワード5世が継承したが、議会はエドワード5世の王位継承の無効を議決し、エドワード5世の叔父のグロスター公リチャードが推挙された。グロスター公はリチャード3世としてイングランド王に即位した。
ランカスター派のリッチモンド伯ヘンリー・テューダーは、1485年にボズワースの戦いでリチャード3世を撃破し、ヘンリー7世として即位し、テューダー朝が成立した。ヘンリー7世は1486年にエドワード4世の娘でエドワード5世の姉エリザベスと結婚し、ヨーク派の取り込みを進めたが、まだその支配は完全ではなく、ランバート・シムネルが「国王エドワード6世」を称し、リチャード3世の支持者が味方して王位獲得の軍を起こす。しかしシムネルはストーク・フィールドの戦いで敗れ、捕らえられた。こうして薔薇戦争が終結した。

### テューダー朝
ヘンリー7世は百年戦争、薔薇戦争で疲弊した諸侯を抑圧して絶対王政を推進し、海外進出にも積極的で、その政策はヘンリー8世、エドワード6世、メアリー1世、エリザベス1世に受け継がれた。テューダー朝の時代にイングランド国教会が成立した。
1541年、ヘンリー8世が形式的にはアイルランド議会の決議に基づき、それまでの称号であったアイルランド卿に代えてアイルランド王を自称し、ヘンリー8世以後は歴代のイングランド王がアイルランド王の称号を兼ねることとなった。アイルランドは以後イングランドからの入植と支配の強化が進んでいった。

### ステュアート朝
1603年のエリザベス1世の死によりヘンリー8世の血筋は絶える。ヘンリー7世の血を引くスコットランド王ジェームズ6世がジェームズ1世としてイングランド王に迎えられ、イングランドにおけるステュアート朝を創始し、イングランド王国とスコットランド王国は同君連合となった。
ジェームズ1世の跡を継いだチャールズ1世は国教会をスコットランドにも導入しようと試みた。この試みは長老派の勢力が強かったスコットランドにおいて反発を受け、大反乱となった。1640年、スコットランドの反乱鎮圧のための戦費を得る目的で11年ぶりに議会を招集したが、議会は国王批判の場となった（短期議会・長期議会）。1642年、チャールズ1世は反国王派の5人の議員を逮捕しようとして失敗、議会派と王党派の内戦が勃発した（イングランド内戦、清教徒革命）。
内戦は当初は互角、あるいは王党派が優位であったが、オリバー・クロムウェル率いる鉄騎隊の活躍で王党派が各地で打ち破られ、1649年にチャールズ1世は公開処刑で斬首され、イングランド・コモンウェルスとなった。この体制は次第にクロムウェルによる軍事独裁政権という状態になり、クロムウェルは1653年に議会を解散させて終身護国卿となった。
しかし1658年にクロムウェルが死去すると、跡を継いだ息子のリチャード・クロムウェルは間もなく引退し、護国卿政は短い歴史に幕をおろした。長老派が1660年にチャールズ2世を国王に迎えて王政が復古した。チャールズ2世の死後、弟のヨーク公ジェームズがジェームズ2世として即位したが、1688年の名誉革命で亡命し、議会はメアリー2世とオラニエ公ウィレム（ウィリアム3世）夫妻を共同国王に指名した。ウィリアム3世は1694年、アイルランド王国を実効支配下に置き、属国とした。
ウィリアム3世が1702年に没すると、アンが即位した。アンは最後のイングランド王国・スコットランド王国の君主であり、ステュアート朝最後の君主でもある。1707年に、イングランド王国とスコットランド王国の合同法が成立し、ジェームズ1世以来100年余りにわたって同君連合を結んできた両国は、正式に統合されてグレートブリテン王国になった。